# 最高帝国元帅

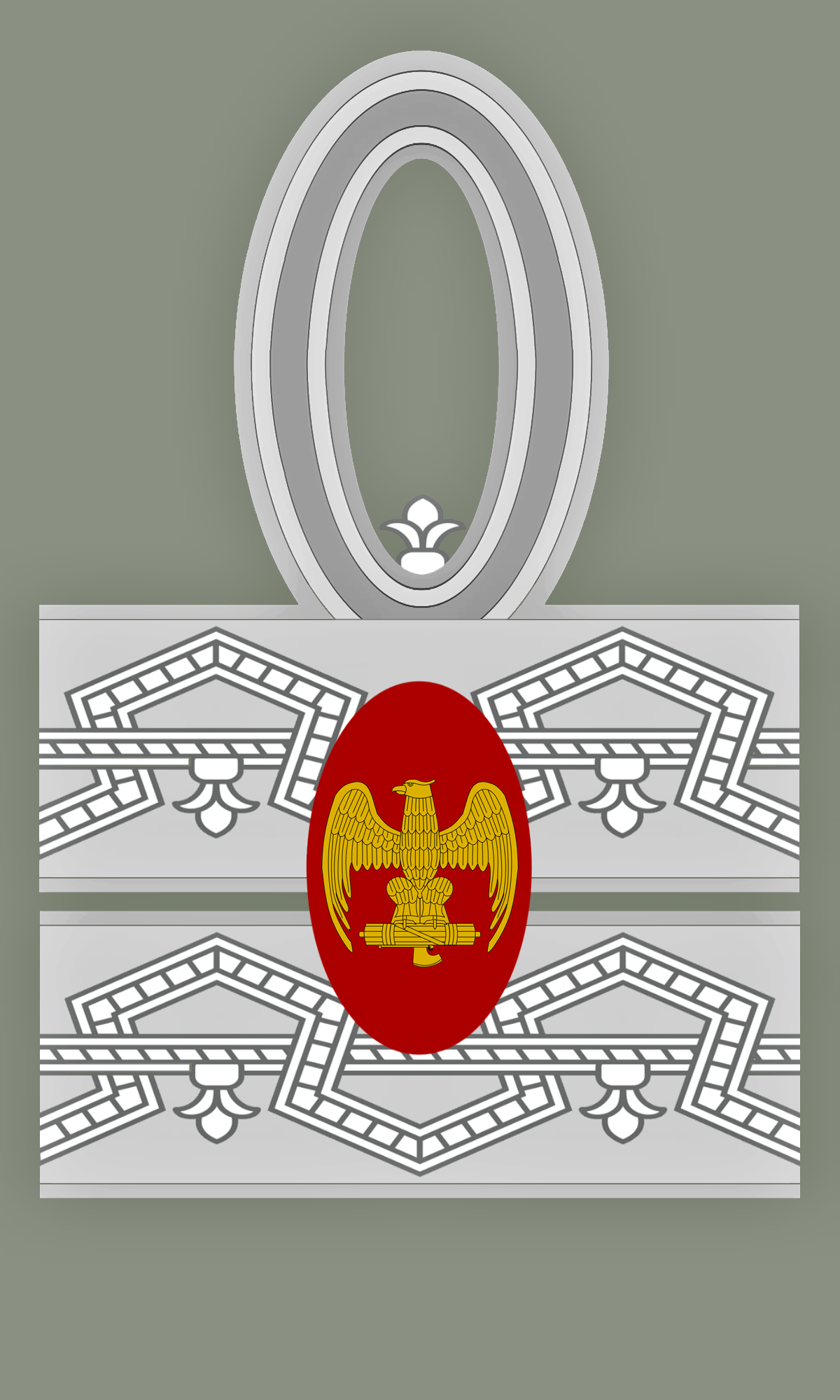
最高帝国元帅

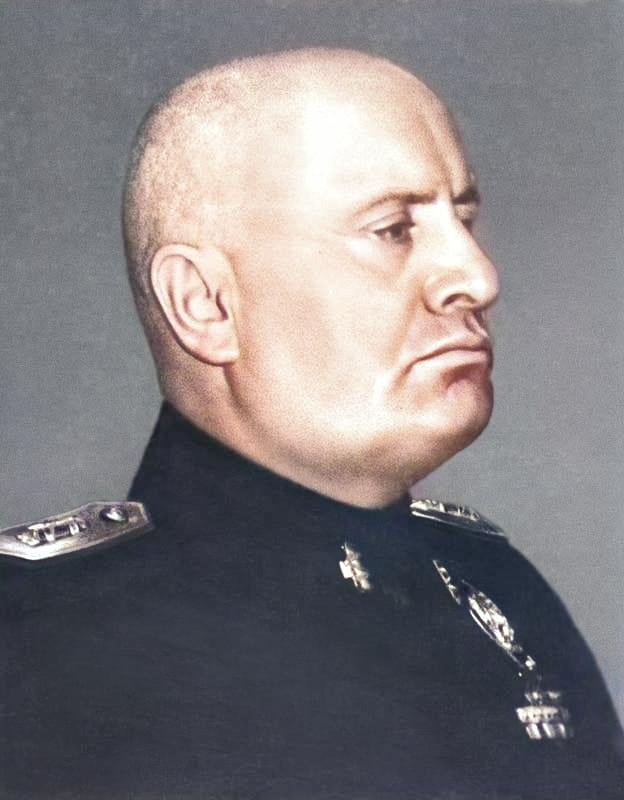
最高帝國元帥—領袖墨索里尼

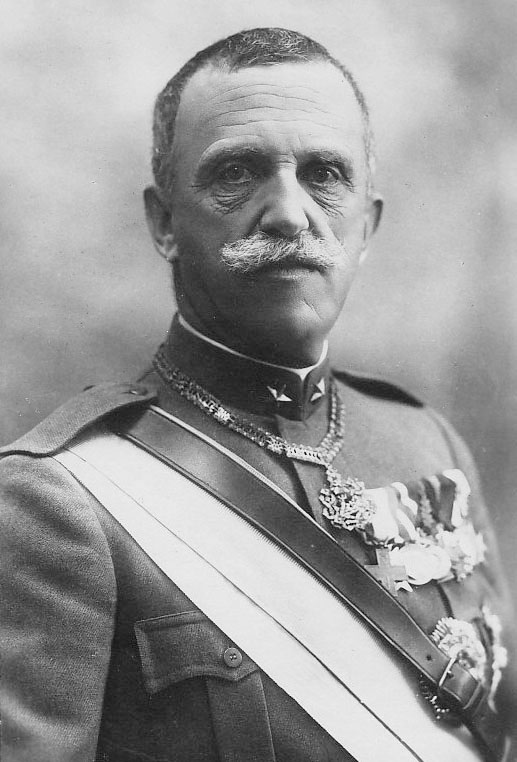
最高帝國元帥—意大利國王维托里奥·埃马努埃莱三世

最高帝国元帅（義大利語：Primo maresciallo dell'Impero）是一个由贝尼托·墨索里尼通过意大利议会在1938年3月30日制定的军衔。最高帝国元帅是意大利军队中最高等级的军衔，仅被授予当时的总理墨索里尼和国王维托里奥·埃马努埃莱三世，作为庆祝第二次意阿战争的胜利。这个军衔在第二次世界大战后被意大利共和国废除。